# بوهچیو
بوهچیو (به لاتین: Bohechío) یک منطقهٔ مسکونی در جمهوری دومینیکن است که در استان سن خوان، جمهوری دومینیکن واقع شده‌است. بوهچیو ۴۰۷٫۸۲ کیلومتر مربع مساحت و ۹٬۶۵۲ نفر جمعیت دارد.